# Médis
Médis település Franciaországban, Charente-Maritime megyében. Lakosainak száma 3041 fő (2022. január 1.). Médis Le Chay, Royan, Saint-Georges-de-Didonne, Saint-Sulpice-de-Royan, Saujon és Semussac községekkel határos.

## Népesség
A település népességének változása:
| Lakosok száma | 1128 | 1663 | 1965 | 2570 | 2831 | 2849 | 2881 | 2992 | 3011 | 3041 |
|               | 1968 | 1982 | 1990 | 2006 | 2013 | 2015 | 2017 | 2019 | 2020 | 2022 |